# Reşat Ekrem Koçu
Reşat Ekrem Koçu, né en 1905 à Constantinople et mort le 6 juillet 1975 dans cette même ville, est un historien turc, connu principalement pour être l'auteur de l'Encyclopédie d'Istanbul (İstanbul Ansiklopedisi).

## Biographie
Petit-fils de pacha par sa mère et fils d'un journaliste de presse, Reşat Ekrem Koçu naît à Constantinople en 1905. Issu d'une famille de fonctionnaires et d'enseignants, il fait ses études secondaires au lycée Koçu Bursa Erkek puis étudie l'histoire à l'université d'Istanbul (İstanbul Universitesi) où il obtient un poste de chercheur. Après 1933, il enseigne l'histoire dans les universités Kuleli, Pertevniyal et Vefa. Pendant cette période, il publie de nombreux poèmes, histoires et autres romans.
L'écrivain Orhan Pamuk lui rend hommage dans son livre Istanbul.

## Œuvres
Les thèmes récurrents de ses livres sont les grands incendies qui ravagent Istanbul et les pompiers (tulumbacılar, en turc), les tavernes et les combats de rue.
Son œuvre la plus connue est son Encyclopédie d'İstanbul (İstanbul Ansiklopedisi), une encyclopédie où il décrit la ville d'Istanbul selon de nombreux aspects, notamment pas le prisme de l'époque ottomane. Il n'achèvera pas son œuvre en raison de difficultés financières alors qu'il en est au tome 11. Koçu écrit dans un style occidental dont il n'arrive pas à se défaire : catégorisation, aspect scientifique et l'idée d'une « grand littérature ». Une des raisons de l'échec de l'encyclopédie est avancée par Pamuk : « Ce qui a mené l'Encyclopédie d'Istanbul - ou les œuvres des quatre écrivains mélancoliques - à l'inachèvement ou a l'échec vient de ce que ces écrivains ne furent jamais occidentaux jusqu'au bout ».
Son œuvre comprend également :
- Eski İstanbul'da Meyhaneler ve Meyhane Köçekleri, en 1947
- Osmanlı Padişahları, en 1960
- Forsa Halil, en 1962
- Erkek Kızlar, en 1962
- Haşmetli Yosmalar, en 1962
- Patrona Halil, en 1967
- Türk Giyim, Kuşam ve Süsleme Sözlüğü, en 1967

## Vie privée
Orhan Pamuk distille plusieurs éléments de la vie privée de Koçu, notamment une des raisons de sa mélancolie permanente : être homosexuel à Istanbul dans la première moitié du XXe siècle. Les articles mentionnés dans son encyclopédie relatent notamment la beauté des jeunes artisans d'Istanbul dans l'article consacré au Şehrengiz, genre littéraire classique des XVIIe siècle et XVIIIe siècle vantant la beauté de la ville.